# Газопереробний завод Розетта/Равен
Газопереробний завод Розетта/Равен – інфраструктурний об'єкт нафтогазової промисловості Єгипту, розташований у північно-західній частині дельти Нілу.

## ГПЗ Розетта
У 2000 році почався видобуток на офшорному родовищі Розетта, яке виявили на території ліцензійного блоку Rashid. Продукцію звідси подали по трубопроводу до газопереробного заводу, майданчик під який обрали на узбережжі на схід від Александрії, в районі Ідку. Завод розрахували на прийом 8,5 млн м3 на добу, з яких мали отримувати 7,8 млн м3 товарного газу та 1200 барелів конденсату. В подальшому  на піці видобутку до ГПЗ надходило 11,9 млн м3 на добу.
Видача підготованого газу була можлива по трубопроводам Ідку – Абу-Хомос, Ідку – Дум’ят, Ідку – Меадія, а також до заводу зі зрідження газу в самому Ідку (став до ладу в 2005 – 2006 роках). Конденсат перекачували на майданчик компанії WEPCO в Абу-Кірі по спеціалізованому трубоппроводу довжиною 23 км та діаметром 150 мм.
Станом на 2016 рік виробництво на Розетті впало до 1,1 млн м3 газу на добу, на тлі чого інвестор – нафтогазовий гігант Shell – оголосив про припинення видобутку з наступного року. Як наслідок, ГПЗ Розетта продали компанії BP, що здійснювала реалізацію проекту West Nile Delta. В межах останнього у 2019-му до заводу вивели новий офшорний газопровід, який подав продукцію родовищ Фаюм та Гіза.

## ГПЗ Равен
Можливостей ГПЗ Розетта було недостатньо для прийому всієї продукції проекту West Nile Delta, до того ж склад газу родовища Равен (найбільше у West Nile Delta) відрізнявся від показників Фаюм та Гіза. Як наслідок, комплекс розширили за рахунок нових установок, що з 2021-го почали приймати продукцію Равен в обсягах 16,9 млн м3 на добу (на піці виробництва родовище має видавати 25,4 млн м3 на добу, з яких вилучатимуть 30 тисяч барелів конденсату).
Після вилучення конденсату частина газу походженням з Равен спрямовується по трубопроводу до розташованих на західній околиці александрійської агломерації заводів, які працюють з іншими гомологами метану.